# Анди Грифит
Анди Самюъл Грифит (на английски: Andy Samuel Griffith; 1 юни 1926 – 3 юли 2012) е американски актьор, режисьор, продуцент, певец и писател.
Номиниран е за награда „Еми“. Известен е с телевизионните си роли в ситкома „Шоуто на Анди Грифит“ (1965 – 1968) и съдебния сериал „Матлок“ (1986 – 1995). От 1976 г. има звезда на Холивудската алея на славата.

## Албуми
- What It Was, Was Football (1953)
- Destry Rides Again (1959 Original Broadway Cast Album, Decca Records)
- Andy and Cleopatra on Capitol Records—T 2066, (1964)
- Just for Laughs (1958)
- Shouts the Blues and Old Timey Songs (1959)
- Songs, Themes and Laughs from the Andy Griffith Show (1961)
- Somebody Bigger Than You and I (1972)
- American Originals (1993)
- Precious Memories: 33 Timeless Hymns (1995)
- I Love to Tell the Story: 25 Timeless Hymns (1996)
- Sings Favorite Old-Time Songs (1997)
- Just as I Am: 30 Favorite Old Time Hymns (1998)
- Wit & Wisdom of Andy Griffith (1998)
- Favorite Old Time Songs (2000)
- Absolutely the Best (2002)
- Back to Back Hits (2003)
- The Christmas Guest (2003)
- Bound for the Promised Land: The Best of Andy Griffith Hymns (2005)
- The Collection (2005)
- Pickin' and Grinnin': The Best of Andy Griffith (2005)

## Филмография
- A Face in the Crowd (1957)
- No Time for Sergeants (1958)
- Onionhead (1958)
- The Second Time Around (1961)
- Angel in My Pocket (1969)
- Hearts of the West (1975)
- Убийство в Тексас (1981)
- Каубойска рапсодия (1985)
- Завръщане в Мейбъри (1986)
- Под влияние (1986)
- Матлок (1986)
- Шпионирай трудно (1996)
- Да разпръснем праха на татко (1998)
- Празничен романс (1999)
- Тате и другите (2001)
- The Very First Noel (2006) (voice)
- Сервитьорка (2007)
- Коледа е отново тук (2007, анимация)
- Игра на любов (2009)